# قوخور اوبا
قوخور اوبا (به ترکی آذربایجانی: Quxuroba) یک منطقه مسکونی در جمهوری آذربایجان است که در شهرستان قوسار واقع شده است. قوخور اوبا ۱۹۸۰ نفر جمعیت دارد.